# Liste der Reichstagsabgeordneten des Deutschen Kaiserreichs

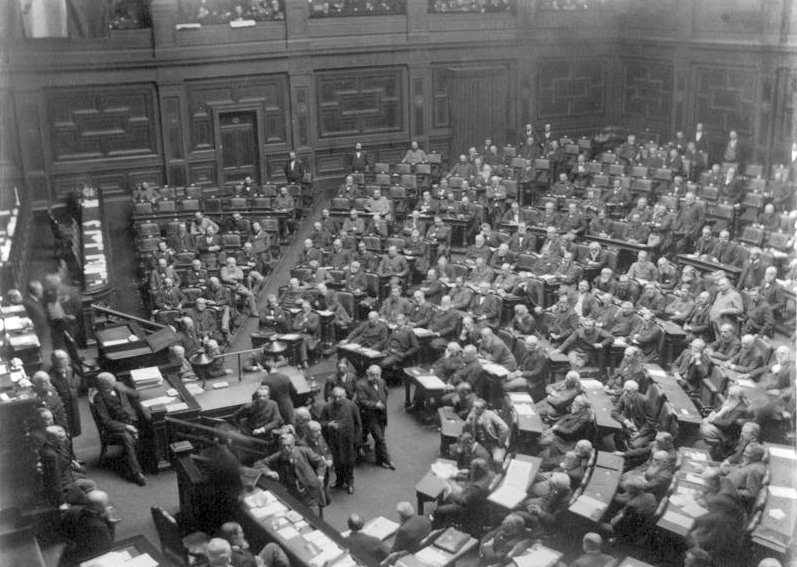
Plenarsitzungssaal des Reichstags im Jahre 1889

Die Liste der Reichstagsabgeordneten des Deutschen Kaiserreichs beinhaltet all jene Abgeordneten, die während der Zeit des Deutschen Kaiserreichs vom Volk gewählt wurden.

## Geschichte
Nachdem das Deutsche Kaiserreich am 18. Januar 1871 gegründet worden und damit ein Nationalstaat entstanden war, wurden erstmals am 3. März 1871 Wahlen abgehalten, in denen die Abgeordneten des Reichstags des Deutschen Kaiserreichs bestimmt wurden. Damit war der bisherige Reichstag des Norddeutschen Bundes abgelöst; die Staatsform in der Zeit zwischen 1871 und 1918 war die konstitutionelle Monarchie.
| Wahlperiode | Wahltag          | Liste                                                                         |
| ----------- | ---------------- | ----------------------------------------------------------------------------- |
| 01          | 3. März 1871     | Liste der Reichstagsabgeordneten des Deutschen Kaiserreichs (1. Wahlperiode)  |
| 02          | 10. Januar 1874  | Liste der Reichstagsabgeordneten des Deutschen Kaiserreichs (2. Wahlperiode)  |
| 03          | 10. Januar 1877  | Liste der Reichstagsabgeordneten des Deutschen Kaiserreichs (3. Wahlperiode)  |
| 04          | 30. Juli 1878    | Liste der Reichstagsabgeordneten des Deutschen Kaiserreichs (4. Wahlperiode)  |
| 05          | 27. Oktober 1881 | Liste der Reichstagsabgeordneten des Deutschen Kaiserreichs (5. Wahlperiode)  |
| 06          | 28. Oktober 1884 | Liste der Reichstagsabgeordneten des Deutschen Kaiserreichs (6. Wahlperiode)  |
| 07          | 21. Februar 1887 | Liste der Reichstagsabgeordneten des Deutschen Kaiserreichs (7. Wahlperiode)  |
| 08          | 20. Februar 1890 | Liste der Reichstagsabgeordneten des Deutschen Kaiserreichs (8. Wahlperiode)  |
| 09          | 15. Juni 1893    | Liste der Reichstagsabgeordneten des Deutschen Kaiserreichs (9. Wahlperiode)  |
| 10          | 16. Juni 1898    | Liste der Reichstagsabgeordneten des Deutschen Kaiserreichs (10. Wahlperiode) |
| 11          | 16. Juni 1903    | Liste der Reichstagsabgeordneten des Deutschen Kaiserreichs (11. Wahlperiode) |
| 12          | 25. Januar 1907  | Liste der Reichstagsabgeordneten des Deutschen Kaiserreichs (12. Wahlperiode) |
| 13          | 12. Januar 1912  | Liste der Reichstagsabgeordneten des Deutschen Kaiserreichs (13. Wahlperiode) |

Nach der 13. Wahlperiode trat 1919 die Weimarer Nationalversammlung zusammen.